# 안덕면 (서귀포시)
안덕면(安德面)은 서귀포시 서부에 위치하는 면으로, 대한민국 제주특별자치도 서귀포시에 속하는 행정구역이다. 해안과 넓은 중산간 목장지를 보유하고 있는 지역으로 10개의 법정리(화순리, 사계리, 덕수리, 서광리, 동광리, 광평리, 상천리, 상창리, 창천리, 감산리)와 12개의 행정리(화순리, 사계리, 덕수리, 서광서리, 서광동리, 동광리, 광평리, 상천리, 상창리, 창천리, 대평리, 감산리)를 관할하고 있다. 면적은 105.6km2이며, 인구는 2023년 1월 31일을 기준으로 6,476세대, 12,449명이다.

## 위치
천혜의 자연환경과 어울어진 다양한 관광자원 및 문화의 고장이다. 관광지로는 산방산, 용머리(하멜상선), 화순해수욕장, 형제섬, 박수, 항만대, 사계화석산출지, 소인국테마파크, 오설록, 제주조각공원, 건강과성박물관 등이 있다. 문화재로는 안덕계곡 상록수림, 대정향교, 덕수리민속재현, 방앗돌굴리는노래, 불무공예 등이 있다.
또한 제주 산남 해운물량 중심 역할을 수행하는 화순항이 있다.

## 지명 유래
안덕면(安德面)이라는 명칭은 안덕 계곡을 끼고 있다는 데서 유래한 것으로 보인다. 제주특별자치도 제주시의 서부 지역에 있는 면으로 서쪽은 대정읍과 접하고 있고, 동쪽은 서귀포시 상예동 · 하예동 지역과 경계를 이루고 있다. 북쪽으로는 영아리오름, 무악, 병악 등의 오름이 분포하고 있으며, 안덕계곡을 따라 황개천이 바다로 흘러간다. 해안지역에는 산방산, 월라봉 등의 오름도 있고 화순해수욕장과 같은 사빈도 형성되어 있다. 현재 화순리 · 창천리 · 감산리 등 10개의 법정리를 관할하고 있다. 면 소재지는 화순리이다.
조선 시대에는 대정현에 속해 있었다. 17세기 대정현을 세 개의 면으로 나눌 때 안덕면의 마을 대부분은 중면(中面)에 소속되었다. 그러다 18세기 중후반 대정현이 좌면과 우면으로 개편될 때 일부는 좌면, 일부는 우면에 속했다. 이후 19세기 중 · 후반부터 20세기 초까지는 대정군 중면에 속하게 되었다. 1914년 제주군 중면이 되었다. 1935년에는 중면을 안덕면(安德面)으로 개칭하였다. 1946년에는 남제주군 안덕면으로 개편되었다. 제주특별자치도가 설치되면서 서귀포시 소속이 되었다. 『증보탐라지』에는 중면 소속의 마을로 창고천(倉庫川) · 통촌(桶村) · 감산(紺山) · 동수(洞水) 등 8개 마을이, 『조선지형도』에는 창천리 · 상창리 · 상천리 등 10개 마을 지명이 표기되었다.

## 행정 구역(행정리)
- 화순리(和順里): 안덕면사무소 소재지
- 사계리(沙溪里)
- 덕수리(德修里)
- 서광서리(西廣西里)
- 서광동리(西廣東里)
- 동광리(東廣里)
- 광평리(廣坪里)
- 상천리(上川里)
- 상창리(上倉里)
- 창천리(倉川里)
- 대평리(大坪里)
- 감산리(柑山里)

## 관광
- 소인국 테마파크
- 해피타운
- 성박물관
- 제주 사계리 용머리해안
- 제주조각공원
- 제주 잠수함관광
- 제주신화역사공원
- 오설록
- 산방산
- 산방산암벽식물지대
- 오름
  - 감낭오름
  - 괴수치오름
  - 넙게오름
  - 바굼지오름
  - 골른오름 또는 여진머리오름, 큰오름
  - 마복이오름
  - 밝은오름 또는 벌근오름
  - 족은오름
  - 어오름
  - 왕이메오름
  - 원물오름
  - 이돈이오름
  - 하늬복오름
  - 거린오름 또는 북오름
  - 굴뫼오름
  - 논오름
  - 남송악오름 또는 남송이오름
  - 당오름
  - 도너리오름 또는 돌오름
  - 무악오름
  - 신산오름
  - 영아리오름
  - 도래오름

## 참고 자료
- 「올레 제주여행 바이블」, 9코스 대평포구~화순 해수욕장, 바앤다이닝 저, 상상출판(2010년, 92~97p)